# Steve Janaszak
Steven James Janaszak, detto Steve (Saint Paul, 7 gennaio 1957), è un ex hockeista su ghiaccio statunitense.

## Palmarès

### Olimpiadi invernali
- 1 medaglia:
  - 1 oro (Lake Placid 1980)